# Piaski (Przystronie)
Piaski – część wsi Przystronie w Polsce, położona w województwie wielkopolskim, w powiecie konińskim, w gminie Sompolno.
W latach 1975–1998 Piaski należały administracyjnie do województwa konińskiego.